# Amburbium
L’Amburbium, ou  Amburbalia, est une procession religieuse de l'ancienne religion romaine, destinée à assurer la protection de la cité et de ses remparts contre les forces de l'extérieur.
Sa fonction était semblable à celle des Ambarvalia qui consistait à purifier le territoire entourant la cité.
Cette cérémonie consistait en une procession qui suivait le contour des murailles de la cité. Dans La Pharsale, le poète Lucain décrit une procession qui pourrait être un amburbium, à moins qu'elle soit un mélange sorti de son imagination :

« Les pontifes, arbitres du culte, purifient les murs avec l’eau lustrale, parcourant les longs détours du Pomœrium sacré. La foule des prêtres les suit, sous la toge gabienne. Derrière sa prêtresse couronnée de bandelettes, marche le chœur des Vestales, qui seules ont droit de voir la Minerve troyenne. Viennent après, ceux qui gardent les livres du sort et les secrètes prophéties, et nous rappellent tous les ans Cybèle plongée par le prêtre dans les faibles eaux de l’Almon : et l’augure habile à contempler les oiseaux sinistres ; et le septemvir qui gouverne les banquets sacrés ; et les pontifes d’Apollon Titien ; et le Salien joyeux, qui porte en dansant les boucliers de Mars ; et le Flamine qui redresse majestueusement sa crête orgueilleuse. »